# Daimí Pernía
Daimí Perniá Figueroa (ur. 27 grudnia 1976 w La Palmie) – kubańska lekkoatletka specjalizująca się w długich biegach płotkarskich, dwukrotna uczestniczka letnich igrzysk olimpijskich (Sydney 2000, Ateny 2004).

## Sukcesy sportowe
- mistrzyni Kuby w biegu na 200 metrów – 1996[1]
- czterokrotna mistrzyni Kuby w biegu na 400 metrów przez płotki – 1997, 1999, 2001, 2006

| Rok  | Miasto              | Zawody                                   | Konkurencja                          | Wynik                     |
| ---- | ------------------- | ---------------------------------------- | ------------------------------------ | ------------------------- |
| 1997 | San Juan            | Mistrzostwa Ameryki Środkowej i Karaibów | bieg na 400 m ppł                    | srebrny medal             |
| 1997 | Sycylia             | Uniwersjada                              | bieg na 400 m ppł                    | brązowy medal             |
| 1999 | Palma de Mallorca   | Uniwersjada                              | bieg na 400 m ppł                    | złoty medal               |
| 1999 | Winnipeg            | Igrzyska panamerykańskie                 | bieg na 400 m ppł sztafeta 4 x 400 m | złoty medal               |
| 1999 | Sewilla             | Mistrzostwa świata                       | bieg na 400 m ppł                    | złoty medal               |
| 2000 | Sydney              | Igrzyska olimpijskie                     | bieg na 400 m ppł sztafeta 4 x 400 m | 4. miejsce 8. miejsce     |
| 2001 | Edmonton            | Mistrzostwa świata                       | bieg na 400 m ppł                    | brązowy medal             |
| 2001 | Brisbane            | Igrzyska Dobrej Woli                     | bieg na 400 m ppł                    | 6. miejsce                |
| 2003 | Santo Domingo       | Igrzyska panamerykańskie                 | bieg na 400 m ppł                    | srebrny medal             |
| 2004 | Huelva              | Mistrzostwa ibero-amerykańskie           | bieg na 400 m ppł                    | złoty medal               |
| 2006 | Cartagena de Indias | Igrzyska Ameryki Środkowej i Karaibów    | bieg na 400 m ppł sztafeta 4 x 400 m | złoty medal brązowy medal |
| 2007 | Rio de Janeiro      | Igrzyska panamerykańskie                 | sztafeta 4 x 400 m bieg na 400 m ppł | złoty medal 8. miejsce    |
| 2007 | Osaka               | Mistrzostwa świata                       | sztafeta 4 x 400 m                   | 7. miejsce                |

## Rekordy życiowe
- bieg na 200 metrów – 23,43 – Camagüey 27/02/1999
- bieg na 400 metrów – 51,10 – Getafe 10/07/2001
- bieg na 400 metrów przez płotki – 52,89 – Sewilla 25/08/1999 (rekord Kuby)